# 韦内罗勒
韦内罗勒（法語：Vénérolles，法語發音：[veneʁɔl]）是法国上法蘭西大區埃纳省的一个市镇，属于韦尔万区。

## 地理
韦内罗勒（49°58'57"N, 3°38'22"E）面积8.89 平方千米，位于法国上法蘭西大區埃纳省，该省份为法国北部内陆省份，北起北部省，西接索姆省和瓦兹省，东临阿登省和马恩省，西南至塞纳-马恩省，东北部与比利时接壤。
与韦内罗勒接壤的市镇（或旧市镇、城区）包括：埃特勒、阿纳普、伊龙、拉讷维尔莱多朗、蒂皮尼、瓦西尼。

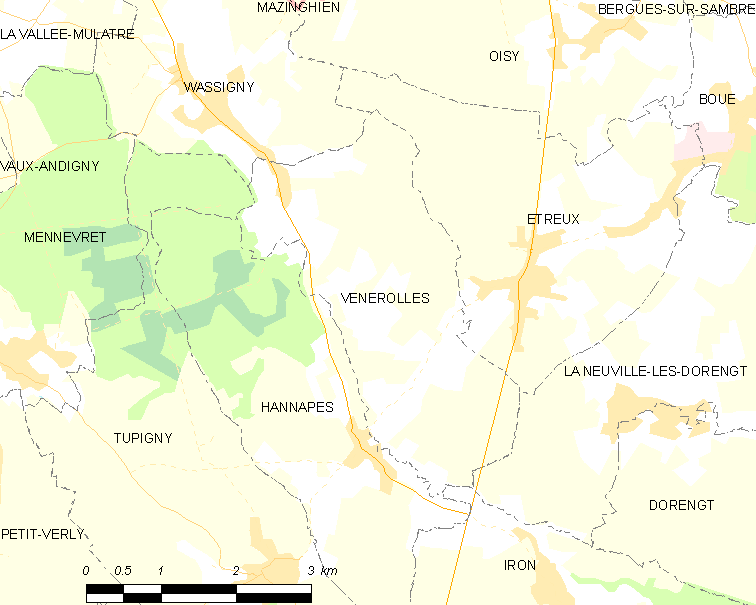
韦内罗勒的OSM定位图

韦内罗勒的时区为UTC+01:00、UTC+02:00（夏令时）。

## 行政
韦内罗勒的邮政编码为02510，INSEE市镇编码为02779。

## 政治
韦内罗勒所属的省级选区为吉斯县。

## 人口

1962-2008年间韦内罗勒人口变化图示

韦内罗勒于2022年1月1日时的人口数量为225人。